# Dysauxes florida
Dysauxes florida là một loài bướm đêm thuộc phân họ Arctiinae, họ Erebidae.